# Aleksiej Troszyn
Aleksiej Andriejewicz Troszyn (Rollin), ros. Алексей Андреевич Трошин (Роллин) (ur. 27 września 1892 r. we wsi Wynczewiesa w guberni orłowskiej, zm. 22 października 1960 r. w Monachium) – rosyjski, a następnie radziecki wojskowy (pułkownik), zastępca komendanta szkoły kontrwywiadowczej w specjalnym obozie Rosyjskiej Armii Wyzwoleńczej w Lötzen podczas II wojny światowej, działacz emigracyjny.
W 1910 r. ukończył 1 gimnazjum w Orle, zaś w 1915 r. szkołę praporszczików w Pskowie. Brał udział w I wojnie światowej. W połowie września 1918 r. został zmobilizowany do wojska bolszewickiego. Objął dowództwo kompanii 32 Pułku Strzeleckiego 4 Dywizji Strzeleckiej. Od końca września tego roku dowodził batalionem pułku. Na początku lutego 1919 r. został zastępcą dowódcy pułku. Walczył w tym czasie z polskimi siłami Samoobrony Kresowej. Od poł. listopada tego roku dowodził 32 Pułkiem Strzeleckim, zaś od początku maja 1920 r. 31 Pułkiem strzeleckim na froncie zachodnim. Na początku lutego 1921 r. brał udział w walkach z Gruzinami. Pod koniec listopada tego roku objął funkcję starszego zastępcy szefa oddziału operacyjnego sztabu 9 Samodzielnej Kaukaskiej Brygady Strzeleckiej. Na początku marca 1922 r. został na krótko szefem sztabu brygady. Od początku kwietnia tego roku odkomenderowano go na tichorieckie kursy piechoty, po ukończeniu których pod koniec stycznia 1923 r. został dowódcą 38 Pułku Strzeleckiego 13 Dywizji Strzeleckiej. Odznaczono go Orderem Czerwonego Sztandaru za udział w wojnie domowej. Pod koniec września 1924 r. ukończył kursy oficerskie przy wyższej szkole strzeleckiej im. III Międzynarodówki, po czym powrócił na poprzednie stanowisko. W połowie maja 1925 r. objął dowództwo 26 Pułku Strzeleckiego 9 Dońskiej Dywizji Strzeleckiej. W połowie listopada 1929 r. skierowano go ponownie na kursy oficerskie przy wyższej szkole strzeleckiej im. III Międzynarodówki, po czym powrócił na poprzednie stanowisko. Od poł. grudnia 1931 r. był zastępcą dowódcy 22 Krasnodarskiej Dywizji Strzeleckiej. Na początku maja 1934 r. został szefem sztabu 94 Dywizji Strzeleckiej. Pod koniec października 1935 r. awansował do stopnia pułkownika. Wiosną 1938 r. został aresztowany przez NKWD i po procesie osadzony w łagrze. Na początku czerwca tego roku zdemobilizowano go z Armii Czerwonej. Pod koniec 1941 r. wypuszczono go na wolność i zrehabilitowano. Na początku lutego 1942 r. objął obowiązki dowódcy 205 Dywizji Strzeleckiej Frontu Dalekowschodniego. Latem 1942 r. dywizję przerzucono na front wschodni, gdzie poniosła bardzo duże straty pod Stalingradem. W połowie listopada płk A. A. Troszyn (Rollin) dostał się do niewoli niemieckiej. Przebywał w różnych obozach jenieckich. Pod koniec 1943 r. wstąpił do Rosyjskiej Armii Wyzwoleńczej (ROA). W 1944 r. w stopniu pułkownika został zastępcą komendanta szkoły kontrwywiadowczej w obozie specjalnym ROA w Lötzen w Prusach Wschodnich. Pod koniec kwietnia 1945 r. wraz z ewakuowanym personelem szkoły podporządkował się gen. Wiktorowi I. Malcewowi, dowódcy wojsk lotniczych Sił Zbrojnych Komitetu Wyzwolenia Narodów Rosji. Pod koniec kwietnia tego roku poddał się Amerykanom. Uniknął deportacji do ZSRR. Zamieszkał w Monachium, angażując się w działalność emigracyjnych organizacji "własowskich".